# Championnat du monde d'échecs 2018
Cet article utilise la notation algébrique pour décrire des coups du jeu d'échecs.
Vainqueur
Précédent Suivant
Le Championnat du monde d'échecs 2018 s'est déroulé du 9 au 28 novembre 2018 à Londres, et opposait le Norvégien Magnus Carlsen, champion du monde en titre, à l'Américain Fabiano Caruana, vainqueur du tournoi des candidats qui a eu lieu en mars 2018. Pour la première fois dans l'histoire du championnat du monde d'échecs, l'ensemble des parties longues se terminent par une nulle. Au terme des parties rapides de départage, il est finalement remporté par Magnus Carlsen 3-0.
La Fédération internationale des échecs, qui organise le championnat du monde sous la forme actuelle depuis 2006, a délégué l'organisation, la promotion et l'exploitation commerciale des compétitions à la société Agon.

## Tournoi des candidats (mars 2018)

### Organisation du tournoi et sélection des candidats
Le challenger est le vainqueur du tournoi des candidats qui s'est disputé à Berlin du 10 au 28 mars 2018,.
Les candidats au championnat du monde sont :
- Sergueï Kariakine, finaliste du championnat du monde 2016 ;
- Levon Aronian et Ding Liren, vainqueur et finaliste de la Coupe du monde d'échecs 2017 ;
- Shakhriyar Mamedyarov et Aleksandr Grichtchouk, premier et deuxième du Grand Prix FIDE 2017 ;
- Fabiano Caruana et Wesley So, sélectionnés par la moyenne des classements Elo mensuels de 2017 ;
- Vladimir Kramnik, sélectionné par les organisateurs berlinois parmi les joueurs ayant atteint un classement Elo supérieur à 2 725 en 2017.

### Table des résultats du tournoi des candidats
Le tournoi est remporté par Fabiano Caruana avec un score de 9/14, suivi à un point par Sergueï Kariakine et par Shakhriyar Mamedyarov, ex aequo à la deuxième place.
| Classement | Joueur                | Fédération  | F.C. | S.K. | S.M. | D.L. | A.G. | V.K. | W.S. | L.A. | Points | Gains | Prix |
| ---------- | --------------------- | ----------- | ---- | ---- | ---- | ---- | ---- | ---- | ---- | ---- | ------ | ----- | ---- |
| 1          | Fabiano Caruana       | États-Unis  | –    | ½ 0  | ½ ½  | ½ ½  | ½ 1  | 1 ½  | 1 ½  | 1 1  | 9      | 5     |      |
| 2          | Sergueï Kariakine     | Russie      | ½ 1  | –    | 0 ½  | ½ ½  | ½ ½  | ½ 1  | 1 ½  | 0 1  | 8      | 4     |      |
| 3          | Shakhriyar Mamedyarov | Azerbaïdjan | ½ ½  | 1 ½  | –    | ½ 0  | ½ 1  | 1 ½  | ½ ½  | ½ ½  | 8      | 3     |      |
| 4          | Ding Liren            | Chine       | ½ ½  | ½ ½  | ½ 1  | –    | ½ ½  | ½ ½  | ½ ½  | ½ ½  | 7,5    | 1     |      |
| 5          | Aleksandr Grichtchouk | Russie      | ½ 0  | ½ ½  | ½ 0  | ½ ½  | –    | 0 1  | 1 ½  | ½ ½  | 6,5    | 2     |      |
| 6          | Vladimir Kramnik      | Russie      | 0 ½  | ½ 0  | 0 ½  | ½ ½  | 1 0  | –    | ½ ½  | 1 1  | 6,5    | 3     |      |
| 7          | Wesley So             | États-Unis  | 0 ½  | 0 ½  | ½ ½  | ½ ½  | 0 ½  | ½ ½  | –    | 1 ½  | 6      | 1     |      |
| 8          | Levon Aronian         | Arménie     | 0 0  | 1 0  | ½ ½  | ½ ½  | ½ ½  | 0 0  | 0 ½  | –    | 4,5    | 1     |      |

## Le championnat du monde entre Carlsen et Caruana

### Le champion et le challenger

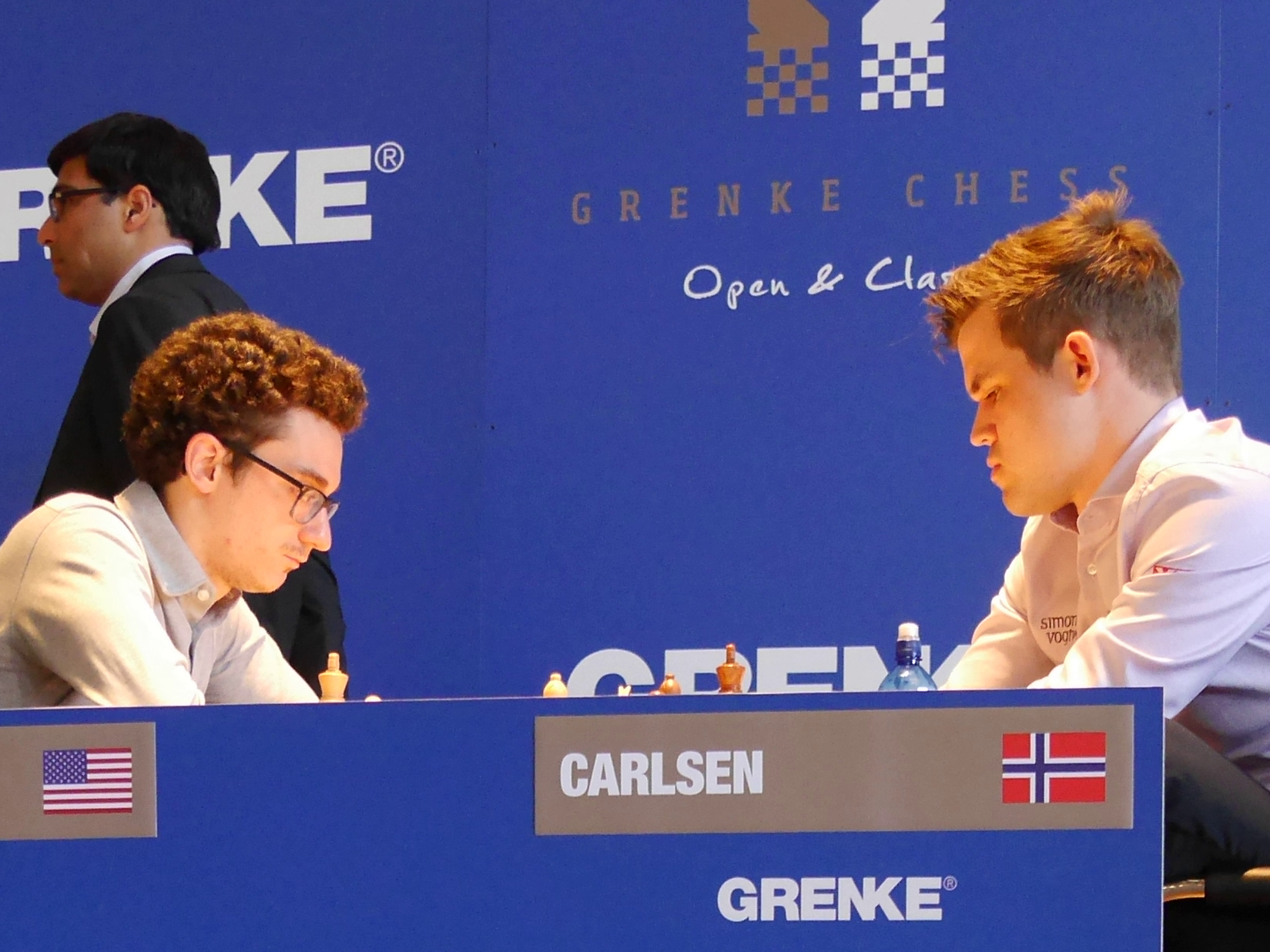
Caruana face à Carlsen en mars 2018 lors du Grenke Chess Classic à Karlsruhe en Allemagne.

Logo du championnat du monde d'echecs 2018, montrant 5 bras déplaçant des pièces d'échecs au-dessus d'un échiquier.

À la date d'ouverture du match, le 9 novembre, Magnus Carlsen est numéro 1 mondial avec un classement Elo de 2 835 points et Fabiano Caruana deuxième mondial à 2 832 points. Pour les parties rapides ou cadences Blitz, Carlsen est considéré comme le grand favori, étant à la première place du classement, quand Caruana n'est que 18e. Par le passé, les joueurs se sont rencontrés 33 fois à la cadence classique. Magnus Carlsen a gagné 10 fois, Caruana 5, et 18 parties ont été conclues par la nulle.

### Organisation

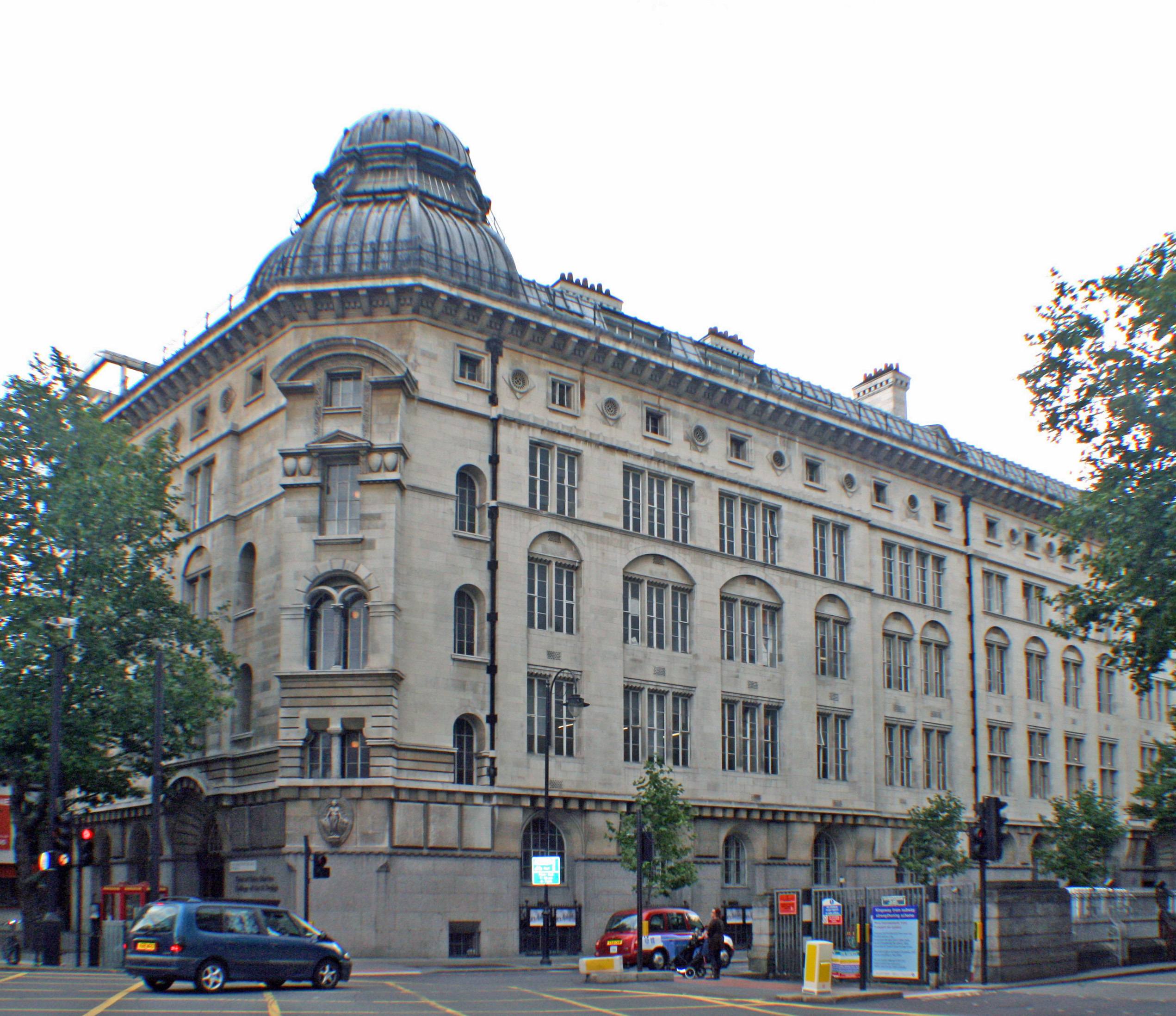
The College, à Holborn dans le centre de Londres.

Les parties se jouent à Londres, dans The College (de son nom officiel, Central School of Art and Design (en)), 12 Southampton Row, au carrefour avec la voie A40, dans le quartier de Holborn dans le centre de la capitale britannique.

### Arbitrage et contrôles
Les deux arbitres sont le Français Stéphane Escafre (48 ans) et la Géorgienne Nana Alexandria (69 ans). Les arbitres ont une vision sur les images de quatre caméras filmant l'échiquier sous différents angles en permanence mais également de caméras surveillant les loges des joueurs où ceux-ci peuvent se sustenter et se reposer en cours de partie. Les arbitres reçoivent également tous les matins un rapport établi par un universitaire américain mandaté pour comparer les coups joués la veille avec un logiciel pour détecter une éventuelle assistance d'un ordinateur.
Une vitre sans tain à triple vitrage isole les joueurs et arbitres du public. Un employé de l’agence Pinkerton, une agence de détectives privés américaine, scanne les joueurs avant chaque partie pour éviter toute triche électronique.
À la demande de la FIDE, un contrôle antidopage inopiné a été mené par UK Anti-Doping (en), l'Agence britannique antidopage, à l'issue de la 6e partie.

### Règlement
Les règles sont fixées par la FIDE. Les joueurs s'affrontent dans un match en 12 parties classiques. La cadence est fixée à 40 coups en 100 minutes, après quoi se rajoutent 50 minutes supplémentaires pour les 20 prochains coups, puis 15 minutes de plus pour le reste de la partie au 60e coup, avec un incrément de 30 secondes par coup pour toute la partie.
Si les parties longues n'ont pas permis de départager les deux joueurs, après une journée de repos, une journée de départage (tie-break) est prévue avec :
- Quatre parties rapides, à la cadence de 25 minutes + incrément de 10 secondes par coup. Le joueur débutant avec les blancs est tiré au sort. Le gagnant à l'issue de ces quatre parties est déclaré vainqueur.

S'il y a toujours égalité après les parties rapides :
- des doubles parties de blitz — jusqu'à cinq — de 5 minutes + incrément de 3 secondes par coup. Le joueur débutant avec les blancs est tiré au sort. Le premier joueur remportant une de ces doubles parties (deux victoires ou une victoire et une nulle) est déclaré vainqueur.

Si nouvelle égalité à l'issue de ces 10 parties de blitz :
- une partie de blitz en mort subite, dite « Armageddon », est effectuée : les noirs ont 4 minutes, les blancs ont 5 minutes, avec incrément pour les deux de 3 secondes par coup après le 60e coup. Une partie nulle entraîne la victoire pour le joueur ayant les noirs. Le joueur qui remporte le tirage au sort choisit sa couleur.

### Dotation
Le championnat est doté d'un million d'euros net de toutes taxes applicables. 60% de cette somme reviennent au vainqueur et 40% au perdant au cas où il n'y ait pas de parties de départage et 55% et 45% en cas de départage,
,.

### Résultats des douze parties longues
Les deux candidats ont annulé leurs douze parties longues. L'issue du championnat se fera donc en parties rapides voire de blitz. C'est la première fois dans l'histoire du championnat du monde d'échecs que l'ensemble des parties longues se terminent toutes par une nulle.
| Partie | Date        | Carlsen | Caruana | Ouverture (Code ECO)                                    | Nombre de coups | Score             |
| ------ | ----------- | ------- | ------- | ------------------------------------------------------- | --------------- | ----------------- |
| 1      | 9 novembre  | ♚ ½     | ♔ ½     | Défense sicilienne, attaque Rossolimo (B31)             | 115             | Égalité 0,5 – 0,5 |
| 2      | 10 novembre | ♔ ½     | ♚ ½     | Gambit dame refusé (D37)                                | 49              | Égalité 1 – 1     |
| 3      | 12 novembre | ♚ ½     | ♔ ½     | Défense sicilienne, attaque Rossolimo (B31)             | 49              | Égalité 1,5 – 1,5 |
| 4      | 13 novembre | ♔ ½     | ♚ ½     | Ouverture anglaise, variante des quatre cavaliers (A29) | 34              | Égalité 2 – 2     |
| 5      | 15 novembre | ♚ ½     | ♔ ½     | Défense sicilienne, attaque Rossolimo (B31)             | 34              | Égalité 2,5 – 2,5 |
| 6      | 16 novembre | ♔ ½     | ♚ ½     | Défense russe, variante Karklins-Martinovsky (C42)      | 80              | Égalité 3 – 3     |
| 7      | 18 novembre | ♔ ½     | ♚ ½     | Gambit dame refusé (D37)                                | 40              | Égalité 3,5 – 3,5 |
| 8      | 19 novembre | ♚ ½     | ♔ ½     | Défense sicilienne, variante Svechnikov (B33)           | 38              | Égalité 4 – 4     |
| 9      | 21 novembre | ♔ ½     | ♚ ½     | Ouverture anglaise, variante des quatre cavaliers (A29) | 56              | Égalité 4,5 – 4,5 |
| 10     | 22 novembre | ♚ ½     | ♔ ½     | Défense sicilienne, variante Svechnikov (B33)           | 54              | Égalité 5 – 5     |
| 11     | 24 novembre | ♔ ½     | ♚ ½     | Défense russe, variante classique (C42)                 | 55              | Égalité 5,5 – 5,5 |
| 12     | 26 novembre | ♚ ½     | ♔ ½     | Défense sicilienne, variante Svechnikov (B33)           | 31              | Égalité 6 – 6     |

#### Commentaires

##### Sixième partie
|   | a | b | c | d | e | f | g | h |   |
| 8 | Roi noir sur case noire f8 · Pion noir sur case noire f6 · Roi blanc sur case blanche g6 · Pion blanc sur case blanche f5 · Fou noir sur case noire g5 · Pion blanc sur case blanche h5 · Fou blanc sur case blanche c4 · Cavalier noir sur case noire d4 | Roi noir sur case noire f8 · Pion noir sur case noire f6 · Roi blanc sur case blanche g6 · Pion blanc sur case blanche f5 · Fou noir sur case noire g5 · Pion blanc sur case blanche h5 · Fou blanc sur case blanche c4 · Cavalier noir sur case noire d4 | Roi noir sur case noire f8 · Pion noir sur case noire f6 · Roi blanc sur case blanche g6 · Pion blanc sur case blanche f5 · Fou noir sur case noire g5 · Pion blanc sur case blanche h5 · Fou blanc sur case blanche c4 · Cavalier noir sur case noire d4 | Roi noir sur case noire f8 · Pion noir sur case noire f6 · Roi blanc sur case blanche g6 · Pion blanc sur case blanche f5 · Fou noir sur case noire g5 · Pion blanc sur case blanche h5 · Fou blanc sur case blanche c4 · Cavalier noir sur case noire d4 | Roi noir sur case noire f8 · Pion noir sur case noire f6 · Roi blanc sur case blanche g6 · Pion blanc sur case blanche f5 · Fou noir sur case noire g5 · Pion blanc sur case blanche h5 · Fou blanc sur case blanche c4 · Cavalier noir sur case noire d4 | Roi noir sur case noire f8 · Pion noir sur case noire f6 · Roi blanc sur case blanche g6 · Pion blanc sur case blanche f5 · Fou noir sur case noire g5 · Pion blanc sur case blanche h5 · Fou blanc sur case blanche c4 · Cavalier noir sur case noire d4 | Roi noir sur case noire f8 · Pion noir sur case noire f6 · Roi blanc sur case blanche g6 · Pion blanc sur case blanche f5 · Fou noir sur case noire g5 · Pion blanc sur case blanche h5 · Fou blanc sur case blanche c4 · Cavalier noir sur case noire d4 | Roi noir sur case noire f8 · Pion noir sur case noire f6 · Roi blanc sur case blanche g6 · Pion blanc sur case blanche f5 · Fou noir sur case noire g5 · Pion blanc sur case blanche h5 · Fou blanc sur case blanche c4 · Cavalier noir sur case noire d4 | 8 |
| 7 | Roi noir sur case noire f8 · Pion noir sur case noire f6 · Roi blanc sur case blanche g6 · Pion blanc sur case blanche f5 · Fou noir sur case noire g5 · Pion blanc sur case blanche h5 · Fou blanc sur case blanche c4 · Cavalier noir sur case noire d4 | Roi noir sur case noire f8 · Pion noir sur case noire f6 · Roi blanc sur case blanche g6 · Pion blanc sur case blanche f5 · Fou noir sur case noire g5 · Pion blanc sur case blanche h5 · Fou blanc sur case blanche c4 · Cavalier noir sur case noire d4 | Roi noir sur case noire f8 · Pion noir sur case noire f6 · Roi blanc sur case blanche g6 · Pion blanc sur case blanche f5 · Fou noir sur case noire g5 · Pion blanc sur case blanche h5 · Fou blanc sur case blanche c4 · Cavalier noir sur case noire d4 | Roi noir sur case noire f8 · Pion noir sur case noire f6 · Roi blanc sur case blanche g6 · Pion blanc sur case blanche f5 · Fou noir sur case noire g5 · Pion blanc sur case blanche h5 · Fou blanc sur case blanche c4 · Cavalier noir sur case noire d4 | Roi noir sur case noire f8 · Pion noir sur case noire f6 · Roi blanc sur case blanche g6 · Pion blanc sur case blanche f5 · Fou noir sur case noire g5 · Pion blanc sur case blanche h5 · Fou blanc sur case blanche c4 · Cavalier noir sur case noire d4 | Roi noir sur case noire f8 · Pion noir sur case noire f6 · Roi blanc sur case blanche g6 · Pion blanc sur case blanche f5 · Fou noir sur case noire g5 · Pion blanc sur case blanche h5 · Fou blanc sur case blanche c4 · Cavalier noir sur case noire d4 | Roi noir sur case noire f8 · Pion noir sur case noire f6 · Roi blanc sur case blanche g6 · Pion blanc sur case blanche f5 · Fou noir sur case noire g5 · Pion blanc sur case blanche h5 · Fou blanc sur case blanche c4 · Cavalier noir sur case noire d4 | Roi noir sur case noire f8 · Pion noir sur case noire f6 · Roi blanc sur case blanche g6 · Pion blanc sur case blanche f5 · Fou noir sur case noire g5 · Pion blanc sur case blanche h5 · Fou blanc sur case blanche c4 · Cavalier noir sur case noire d4 | 7 |
| 6 | Roi noir sur case noire f8 · Pion noir sur case noire f6 · Roi blanc sur case blanche g6 · Pion blanc sur case blanche f5 · Fou noir sur case noire g5 · Pion blanc sur case blanche h5 · Fou blanc sur case blanche c4 · Cavalier noir sur case noire d4 | Roi noir sur case noire f8 · Pion noir sur case noire f6 · Roi blanc sur case blanche g6 · Pion blanc sur case blanche f5 · Fou noir sur case noire g5 · Pion blanc sur case blanche h5 · Fou blanc sur case blanche c4 · Cavalier noir sur case noire d4 | Roi noir sur case noire f8 · Pion noir sur case noire f6 · Roi blanc sur case blanche g6 · Pion blanc sur case blanche f5 · Fou noir sur case noire g5 · Pion blanc sur case blanche h5 · Fou blanc sur case blanche c4 · Cavalier noir sur case noire d4 | Roi noir sur case noire f8 · Pion noir sur case noire f6 · Roi blanc sur case blanche g6 · Pion blanc sur case blanche f5 · Fou noir sur case noire g5 · Pion blanc sur case blanche h5 · Fou blanc sur case blanche c4 · Cavalier noir sur case noire d4 | Roi noir sur case noire f8 · Pion noir sur case noire f6 · Roi blanc sur case blanche g6 · Pion blanc sur case blanche f5 · Fou noir sur case noire g5 · Pion blanc sur case blanche h5 · Fou blanc sur case blanche c4 · Cavalier noir sur case noire d4 | Roi noir sur case noire f8 · Pion noir sur case noire f6 · Roi blanc sur case blanche g6 · Pion blanc sur case blanche f5 · Fou noir sur case noire g5 · Pion blanc sur case blanche h5 · Fou blanc sur case blanche c4 · Cavalier noir sur case noire d4 | Roi noir sur case noire f8 · Pion noir sur case noire f6 · Roi blanc sur case blanche g6 · Pion blanc sur case blanche f5 · Fou noir sur case noire g5 · Pion blanc sur case blanche h5 · Fou blanc sur case blanche c4 · Cavalier noir sur case noire d4 | Roi noir sur case noire f8 · Pion noir sur case noire f6 · Roi blanc sur case blanche g6 · Pion blanc sur case blanche f5 · Fou noir sur case noire g5 · Pion blanc sur case blanche h5 · Fou blanc sur case blanche c4 · Cavalier noir sur case noire d4 | 6 |
| 5 | Roi noir sur case noire f8 · Pion noir sur case noire f6 · Roi blanc sur case blanche g6 · Pion blanc sur case blanche f5 · Fou noir sur case noire g5 · Pion blanc sur case blanche h5 · Fou blanc sur case blanche c4 · Cavalier noir sur case noire d4 | Roi noir sur case noire f8 · Pion noir sur case noire f6 · Roi blanc sur case blanche g6 · Pion blanc sur case blanche f5 · Fou noir sur case noire g5 · Pion blanc sur case blanche h5 · Fou blanc sur case blanche c4 · Cavalier noir sur case noire d4 | Roi noir sur case noire f8 · Pion noir sur case noire f6 · Roi blanc sur case blanche g6 · Pion blanc sur case blanche f5 · Fou noir sur case noire g5 · Pion blanc sur case blanche h5 · Fou blanc sur case blanche c4 · Cavalier noir sur case noire d4 | Roi noir sur case noire f8 · Pion noir sur case noire f6 · Roi blanc sur case blanche g6 · Pion blanc sur case blanche f5 · Fou noir sur case noire g5 · Pion blanc sur case blanche h5 · Fou blanc sur case blanche c4 · Cavalier noir sur case noire d4 | Roi noir sur case noire f8 · Pion noir sur case noire f6 · Roi blanc sur case blanche g6 · Pion blanc sur case blanche f5 · Fou noir sur case noire g5 · Pion blanc sur case blanche h5 · Fou blanc sur case blanche c4 · Cavalier noir sur case noire d4 | Roi noir sur case noire f8 · Pion noir sur case noire f6 · Roi blanc sur case blanche g6 · Pion blanc sur case blanche f5 · Fou noir sur case noire g5 · Pion blanc sur case blanche h5 · Fou blanc sur case blanche c4 · Cavalier noir sur case noire d4 | Roi noir sur case noire f8 · Pion noir sur case noire f6 · Roi blanc sur case blanche g6 · Pion blanc sur case blanche f5 · Fou noir sur case noire g5 · Pion blanc sur case blanche h5 · Fou blanc sur case blanche c4 · Cavalier noir sur case noire d4 | Roi noir sur case noire f8 · Pion noir sur case noire f6 · Roi blanc sur case blanche g6 · Pion blanc sur case blanche f5 · Fou noir sur case noire g5 · Pion blanc sur case blanche h5 · Fou blanc sur case blanche c4 · Cavalier noir sur case noire d4 | 5 |
| 4 | Roi noir sur case noire f8 · Pion noir sur case noire f6 · Roi blanc sur case blanche g6 · Pion blanc sur case blanche f5 · Fou noir sur case noire g5 · Pion blanc sur case blanche h5 · Fou blanc sur case blanche c4 · Cavalier noir sur case noire d4 | Roi noir sur case noire f8 · Pion noir sur case noire f6 · Roi blanc sur case blanche g6 · Pion blanc sur case blanche f5 · Fou noir sur case noire g5 · Pion blanc sur case blanche h5 · Fou blanc sur case blanche c4 · Cavalier noir sur case noire d4 | Roi noir sur case noire f8 · Pion noir sur case noire f6 · Roi blanc sur case blanche g6 · Pion blanc sur case blanche f5 · Fou noir sur case noire g5 · Pion blanc sur case blanche h5 · Fou blanc sur case blanche c4 · Cavalier noir sur case noire d4 | Roi noir sur case noire f8 · Pion noir sur case noire f6 · Roi blanc sur case blanche g6 · Pion blanc sur case blanche f5 · Fou noir sur case noire g5 · Pion blanc sur case blanche h5 · Fou blanc sur case blanche c4 · Cavalier noir sur case noire d4 | Roi noir sur case noire f8 · Pion noir sur case noire f6 · Roi blanc sur case blanche g6 · Pion blanc sur case blanche f5 · Fou noir sur case noire g5 · Pion blanc sur case blanche h5 · Fou blanc sur case blanche c4 · Cavalier noir sur case noire d4 | Roi noir sur case noire f8 · Pion noir sur case noire f6 · Roi blanc sur case blanche g6 · Pion blanc sur case blanche f5 · Fou noir sur case noire g5 · Pion blanc sur case blanche h5 · Fou blanc sur case blanche c4 · Cavalier noir sur case noire d4 | Roi noir sur case noire f8 · Pion noir sur case noire f6 · Roi blanc sur case blanche g6 · Pion blanc sur case blanche f5 · Fou noir sur case noire g5 · Pion blanc sur case blanche h5 · Fou blanc sur case blanche c4 · Cavalier noir sur case noire d4 | Roi noir sur case noire f8 · Pion noir sur case noire f6 · Roi blanc sur case blanche g6 · Pion blanc sur case blanche f5 · Fou noir sur case noire g5 · Pion blanc sur case blanche h5 · Fou blanc sur case blanche c4 · Cavalier noir sur case noire d4 | 4 |
| 3 | Roi noir sur case noire f8 · Pion noir sur case noire f6 · Roi blanc sur case blanche g6 · Pion blanc sur case blanche f5 · Fou noir sur case noire g5 · Pion blanc sur case blanche h5 · Fou blanc sur case blanche c4 · Cavalier noir sur case noire d4 | Roi noir sur case noire f8 · Pion noir sur case noire f6 · Roi blanc sur case blanche g6 · Pion blanc sur case blanche f5 · Fou noir sur case noire g5 · Pion blanc sur case blanche h5 · Fou blanc sur case blanche c4 · Cavalier noir sur case noire d4 | Roi noir sur case noire f8 · Pion noir sur case noire f6 · Roi blanc sur case blanche g6 · Pion blanc sur case blanche f5 · Fou noir sur case noire g5 · Pion blanc sur case blanche h5 · Fou blanc sur case blanche c4 · Cavalier noir sur case noire d4 | Roi noir sur case noire f8 · Pion noir sur case noire f6 · Roi blanc sur case blanche g6 · Pion blanc sur case blanche f5 · Fou noir sur case noire g5 · Pion blanc sur case blanche h5 · Fou blanc sur case blanche c4 · Cavalier noir sur case noire d4 | Roi noir sur case noire f8 · Pion noir sur case noire f6 · Roi blanc sur case blanche g6 · Pion blanc sur case blanche f5 · Fou noir sur case noire g5 · Pion blanc sur case blanche h5 · Fou blanc sur case blanche c4 · Cavalier noir sur case noire d4 | Roi noir sur case noire f8 · Pion noir sur case noire f6 · Roi blanc sur case blanche g6 · Pion blanc sur case blanche f5 · Fou noir sur case noire g5 · Pion blanc sur case blanche h5 · Fou blanc sur case blanche c4 · Cavalier noir sur case noire d4 | Roi noir sur case noire f8 · Pion noir sur case noire f6 · Roi blanc sur case blanche g6 · Pion blanc sur case blanche f5 · Fou noir sur case noire g5 · Pion blanc sur case blanche h5 · Fou blanc sur case blanche c4 · Cavalier noir sur case noire d4 | Roi noir sur case noire f8 · Pion noir sur case noire f6 · Roi blanc sur case blanche g6 · Pion blanc sur case blanche f5 · Fou noir sur case noire g5 · Pion blanc sur case blanche h5 · Fou blanc sur case blanche c4 · Cavalier noir sur case noire d4 | 3 |
| 2 | Roi noir sur case noire f8 · Pion noir sur case noire f6 · Roi blanc sur case blanche g6 · Pion blanc sur case blanche f5 · Fou noir sur case noire g5 · Pion blanc sur case blanche h5 · Fou blanc sur case blanche c4 · Cavalier noir sur case noire d4 | Roi noir sur case noire f8 · Pion noir sur case noire f6 · Roi blanc sur case blanche g6 · Pion blanc sur case blanche f5 · Fou noir sur case noire g5 · Pion blanc sur case blanche h5 · Fou blanc sur case blanche c4 · Cavalier noir sur case noire d4 | Roi noir sur case noire f8 · Pion noir sur case noire f6 · Roi blanc sur case blanche g6 · Pion blanc sur case blanche f5 · Fou noir sur case noire g5 · Pion blanc sur case blanche h5 · Fou blanc sur case blanche c4 · Cavalier noir sur case noire d4 | Roi noir sur case noire f8 · Pion noir sur case noire f6 · Roi blanc sur case blanche g6 · Pion blanc sur case blanche f5 · Fou noir sur case noire g5 · Pion blanc sur case blanche h5 · Fou blanc sur case blanche c4 · Cavalier noir sur case noire d4 | Roi noir sur case noire f8 · Pion noir sur case noire f6 · Roi blanc sur case blanche g6 · Pion blanc sur case blanche f5 · Fou noir sur case noire g5 · Pion blanc sur case blanche h5 · Fou blanc sur case blanche c4 · Cavalier noir sur case noire d4 | Roi noir sur case noire f8 · Pion noir sur case noire f6 · Roi blanc sur case blanche g6 · Pion blanc sur case blanche f5 · Fou noir sur case noire g5 · Pion blanc sur case blanche h5 · Fou blanc sur case blanche c4 · Cavalier noir sur case noire d4 | Roi noir sur case noire f8 · Pion noir sur case noire f6 · Roi blanc sur case blanche g6 · Pion blanc sur case blanche f5 · Fou noir sur case noire g5 · Pion blanc sur case blanche h5 · Fou blanc sur case blanche c4 · Cavalier noir sur case noire d4 | Roi noir sur case noire f8 · Pion noir sur case noire f6 · Roi blanc sur case blanche g6 · Pion blanc sur case blanche f5 · Fou noir sur case noire g5 · Pion blanc sur case blanche h5 · Fou blanc sur case blanche c4 · Cavalier noir sur case noire d4 | 2 |
| 1 | Roi noir sur case noire f8 · Pion noir sur case noire f6 · Roi blanc sur case blanche g6 · Pion blanc sur case blanche f5 · Fou noir sur case noire g5 · Pion blanc sur case blanche h5 · Fou blanc sur case blanche c4 · Cavalier noir sur case noire d4 | Roi noir sur case noire f8 · Pion noir sur case noire f6 · Roi blanc sur case blanche g6 · Pion blanc sur case blanche f5 · Fou noir sur case noire g5 · Pion blanc sur case blanche h5 · Fou blanc sur case blanche c4 · Cavalier noir sur case noire d4 | Roi noir sur case noire f8 · Pion noir sur case noire f6 · Roi blanc sur case blanche g6 · Pion blanc sur case blanche f5 · Fou noir sur case noire g5 · Pion blanc sur case blanche h5 · Fou blanc sur case blanche c4 · Cavalier noir sur case noire d4 | Roi noir sur case noire f8 · Pion noir sur case noire f6 · Roi blanc sur case blanche g6 · Pion blanc sur case blanche f5 · Fou noir sur case noire g5 · Pion blanc sur case blanche h5 · Fou blanc sur case blanche c4 · Cavalier noir sur case noire d4 | Roi noir sur case noire f8 · Pion noir sur case noire f6 · Roi blanc sur case blanche g6 · Pion blanc sur case blanche f5 · Fou noir sur case noire g5 · Pion blanc sur case blanche h5 · Fou blanc sur case blanche c4 · Cavalier noir sur case noire d4 | Roi noir sur case noire f8 · Pion noir sur case noire f6 · Roi blanc sur case blanche g6 · Pion blanc sur case blanche f5 · Fou noir sur case noire g5 · Pion blanc sur case blanche h5 · Fou blanc sur case blanche c4 · Cavalier noir sur case noire d4 | Roi noir sur case noire f8 · Pion noir sur case noire f6 · Roi blanc sur case blanche g6 · Pion blanc sur case blanche f5 · Fou noir sur case noire g5 · Pion blanc sur case blanche h5 · Fou blanc sur case blanche c4 · Cavalier noir sur case noire d4 | Roi noir sur case noire f8 · Pion noir sur case noire f6 · Roi blanc sur case blanche g6 · Pion blanc sur case blanche f5 · Fou noir sur case noire g5 · Pion blanc sur case blanche h5 · Fou blanc sur case blanche c4 · Cavalier noir sur case noire d4 | 1 |
|   | a | b | c | d | e | f | g | h |   |

Carlsen, avec les blancs, joue une variante très rare de la défense russe, et les dames sont échangées dès le 8e coup. Caruana multiplie les mouvements de fous et de cavaliers dans le camp blanc et prend un avantage positionnel. Pour s'en sortir, Carlsen échange un cavalier contre trois pions mais Caranua en récupère deux autres.
Au 68e coup, le programme d'échecs champion du monde Stockfish trouve une combinaison très complexe, menant à la victoire pour les noirs. Caruana ne la voit pas et ne parvient pas à transformer son avantage matériel d'un cavalier contre un pion. La partie se termine par une nulle.
Au 68e coup, Stockfish a vu : 68... Fh4 69. Fd5 Ce2 70. Ff3 Cg1!! (ce coup est contre-intuitif, car sur cet emplacement, les cases du cavalier noir peuvent être contrôlées par le fou blanc s'il va en g4) 71. Fg4 Rg8! 72. Rh6 Fg3 73. Rg6 Fe5 74. Rh6 Ff4+ 75. Rg6 Fg5 76. h6 Rh8! 77. h7 Fh4 78. Rh6 Fe1 79. Rg6 Fc3 80. Rh6 Fd2+ 81. Rg6 Fg5 82. Fh5 Ch3 83. Fg4 Cf4+ 84. Rf7 Rxh7 (les noirs sont ainsi parvenus à s'emparer du pion blanc de la colonne h, et peuvent maintenant l'emporter)...

##### Douzième partie
Caruana joue avec les blancs. Les premiers coups sont 1. e4 c5 2. Cf3 Cc6 3. d4 cxd4 4. Cxd4 Cf6 5. Cc3 e5, l'ouverture de la défense sicilienne, variante Svechnikov, la même ouverture que la 10e partie.
Carlsen propose un nul au 31e coup, accepté par Caruana et surprenant les commentateurs car le champion du monde en titre disposait d'une avance de temps conséquente et qu'il semblait dans une position favorable. Il indiquera après la partie qu'il « s'en sortait plutôt bien (...) mais ce n'était pas si facile d'en tirer profit » et reconnaissant « ne pas avoir voulu prendre de risques ».
Caruana déclara avoir été un peu surpris par cette offre de nulle, qu'il « était vraiment inquiet pendant le match » et que son « ouverture n'a pas donné les résultats escomptés ».
À l'issue de cette nulle, l'ancien champion du monde Garry Kasparov écrit sur Twitter : « À la lumière de cette offre (de nulle) choquante de Magnus alors qu'il était en meilleure position et avec plus de temps, je reconsidère mon évaluation selon laquelle il est favori dans les (parties) rapides. Les tie-breaks exigent du sang froid, et il semble qu'il perde le sien. »

### Résultats des parties rapides
Quatre parties rapides étaient prévues sauf si un des joueurs dépassait 2,5 points en trois parties ; ce qui fut le cas vu que Carlsen a gagné les 3 premières parties.
| Date        | Partie | Caruana | Carlsen | Ouverture (Code ECO)                          | Nombre de coups | Score                        |
| ----------- | ------ | ------- | ------- | --------------------------------------------- | --------------- | ---------------------------- |
| 28 novembre | 1      | ♚ 0     | ♔ 1     | Ouverture anglaise, variante de Brême (A22)   | 55              | Carlsen mène 7 – 6           |
| 28 novembre | 2      | ♔ 0     | ♚ 1     | Défense sicilienne, variante Svechnikov (B33) | 28              | Carlsen mène 8 – 6           |
| 28 novembre | 3      | ♚ 0     | ♔ 1     | Défense sicilienne (B44)                      | 51              | Carlsen gagne le match 9 – 6 |